# Ernst II. (Sachsen-Coburg und Gotha)

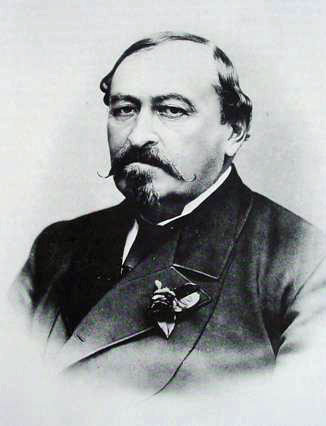
Herzog Ernst II. von Sachsen-Coburg und Gotha

Ernst August Karl Johann Leopold Alexander Eduard (* 21. Juni 1818 in Coburg; † 22. August 1893 in Reinhardsbrunn bei Gotha) war von 1844 bis 1893 Herzog von Sachsen-Coburg und Gotha.

## Familiärer Hintergrund
Ernst war der älteste Sohn von Herzog Ernst von Sachsen-Coburg-Saalfeld und Prinzessin Luise von Sachsen-Gotha-Altenburg, der letzten legitimen Nachkommin des gleichnamigen Fürstenhauses. Der Altersunterschied zwischen den beiden Ehepartnern war erheblich. Zum Zeitpunkt der Eheschließung am 31. Juli 1817 war die Braut 16 Jahre alt, der Bräutigam 33. Sie trennte mithin viel an Lebenserfahrung. Ernsts jüngerer Bruder war Prinz Albert, der spätere Gemahl der britischen Königin Victoria.

### Trennung der Eltern

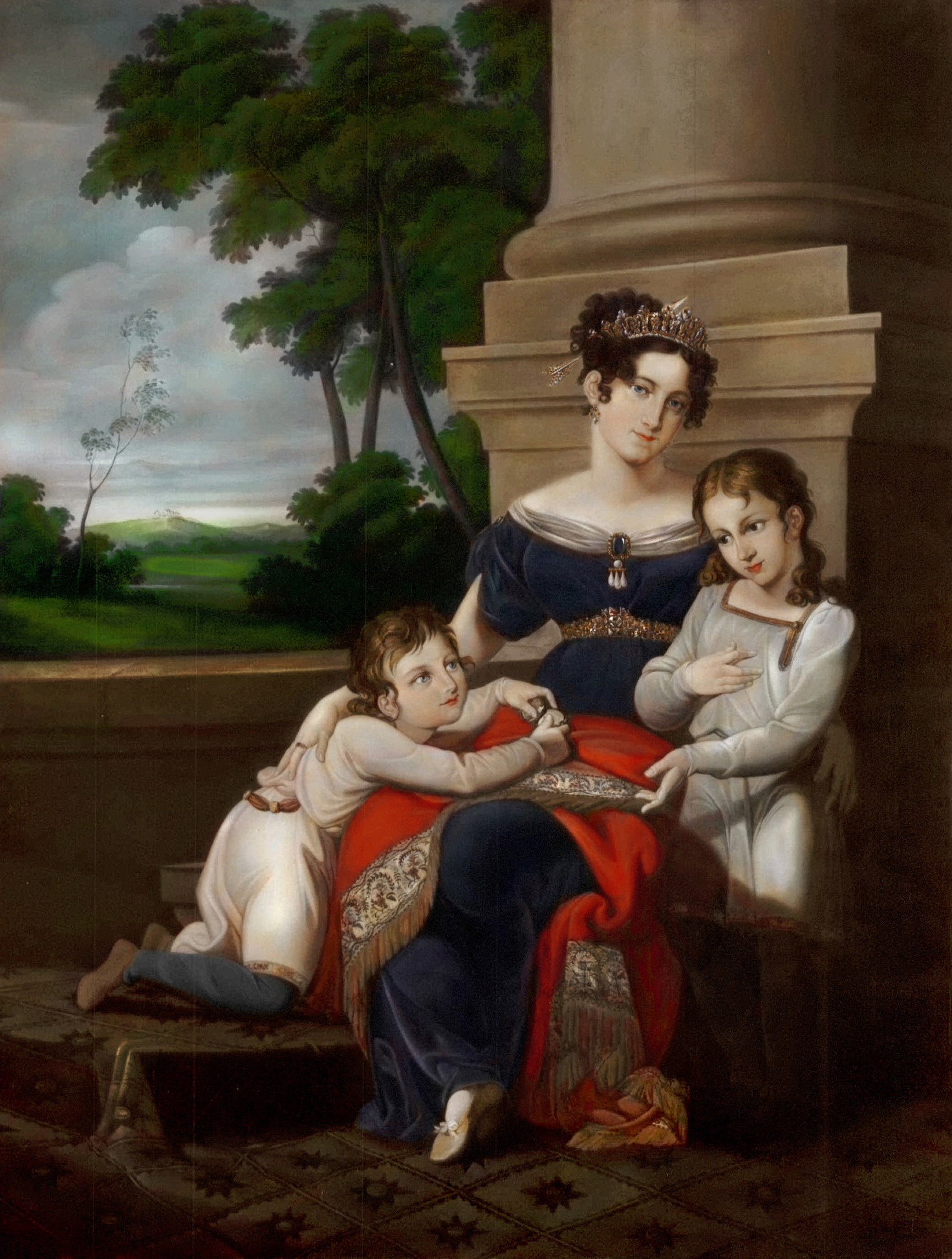
Ernst mit seinem Bruder Albert und der Mutter Luise

Herzogin Luise lebte mit ihren Söhnen mit Vorliebe im kleinen Schlösschen Rosenau, da es mehr Annehmlichkeiten bot als Schloss Ehrenburg in der Residenzstadt Coburg. Nach der Geburt Ernsts und Alberts hielt sich Herzog Ernst dort jedoch nur noch selten auf. Das Anrecht auf außereheliche Beziehungen, das er für sich in Anspruch nahm, ließ er allerdings nicht in gleichem Maße für seine junge Ehefrau gelten. Die vermutlich erste ernsthaftere Affäre der Herzogin mit dem Kammerjunker Gottfried von Bülow endete vor einer Untersuchungskommission, vor der der Kammerjunker eingestand, es wäre zu „Vertraulichkeiten gekommen, zu denen nur die Ehe berechtigt“. Die zweite Affäre Luises mit dem Offizier Alexander von Hanstein führte zur Trennung des Ehepaars. Die Herzogin musste daraufhin 1824 ihre Söhne und das Herzogtum verlassen. Die Scheidung wurde von Herzog Ernst allerdings bis zum Tode von Luises Vater, Herzog August, und der Neuaufteilung der Herzogtümer im Jahre 1826 hinausgezögert. Im Rahmen der Neuaufteilung erhielt Herzog Ernst das Herzogtum Sachsen-Gotha, das er als Herzog Ernst I. von Sachsen-Coburg und Gotha in Personalunion, aber von Sachsen-Coburg territorial und verwaltungsmäßig getrennt regierte. Luise von Sachsen-Gotha-Altenburg heiratete nach der Scheidung den mittlerweile zum Grafen von Poelzig erhobenen Alexander von Hanstein. Sie starb 1831 in Paris an Gebärmutterkrebs, ohne ihre Söhne seit der Trennung wiedergesehen zu haben.
Über die Empfindungen Ernsts nach der plötzlichen Trennung von seiner Mutter ist wenig bekannt. Wie bei seinem Bruder Albert sind weder seine Erinnerungen in diesem Punkt aussagekräftig, noch nimmt er in späteren Briefen dazu Stellung, obwohl die Scheidung der Eltern und die Erpressungsversuche der früheren Herzogsgeliebten Pauline Panam seinerzeit Gesprächsstoff an den europäischen Fürstenhöfen waren.

### Kindheit und Jugend

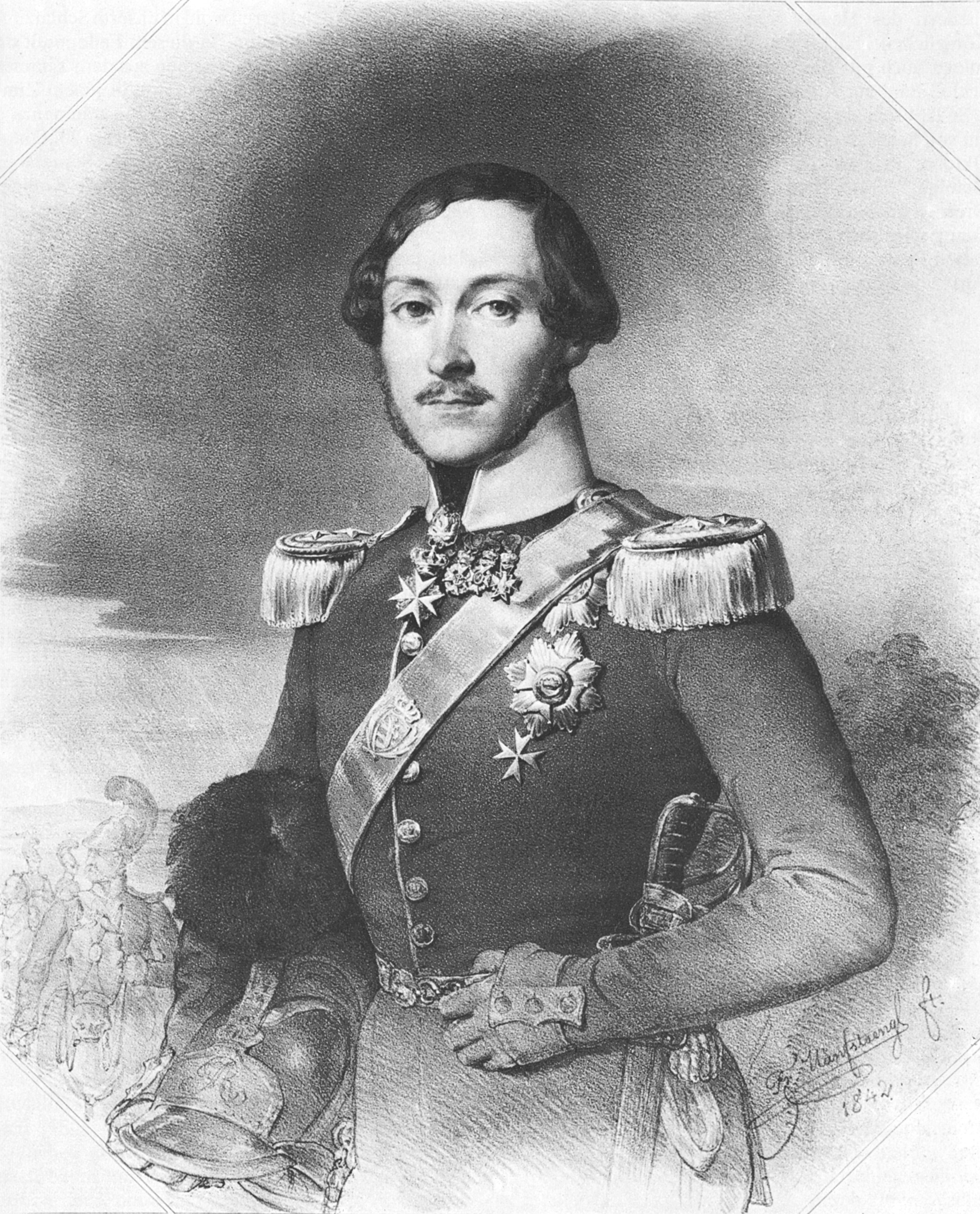
Ernst II. von Sachsen-Coburg und Gotha, Lithographie 1842

Die beiden Söhne des Herzogpaares wurden sehr früh in die Obhut eines Erziehers gegeben. Als Johann Christoph Florschütz am 4. Mai 1823 zum „Herzoglichen Rat und Prinzen-Instructor“ ernannt wurde, war Erbprinz Ernst erst knapp fünf Jahre alt. Florschütz betreute die Brüder die nächsten 15 Jahre und war lange ihre wichtigste Bezugsperson. Das Erziehungsprogramm, das Ernst und Albert bei ihm durchliefen, entsprach dem ihrer fürstlichen Zeitgenossen. Der Unterricht umfasste Deutsch, Geschichte, Naturwissenschaften, Philosophie und Geographie sowie Latein, Englisch und Französisch. Herzog Ernst frühstückte zwar häufig mit seinen Söhnen und nahm sie gelegentlich mit zur Jagd, spielte aber in ihrer Erziehung nur eine nachrangige Rolle.
Von Juni 1836 bis April 1837 studierte Ernst in Brüssel Mathematik, Philosophie, Sprachen, Staats- und Verfassungslehre und anschließend drei Semester Jura und Philosophie in Bonn. In Dresden erhielt er ab November 1839 im königlich-sächsischen Garde-Reiterregiment eine militärische und am dortigen Hofe eine musikalisch-kulturelle Ausbildung. 1842 schied er aus dem sächsischen Militärdienst als Generalmajor der Kavallerie aus.:S. 81 1846 wurde er zum Generalmajor der Königlich Preußischen Armee ernannt:S. 82, 1850 folgte die Beförderung zum Generalleutnant:S. 85 und 1857 wurde er preußischer General der Kavallerie.:S. 88

## Politisches Wirken

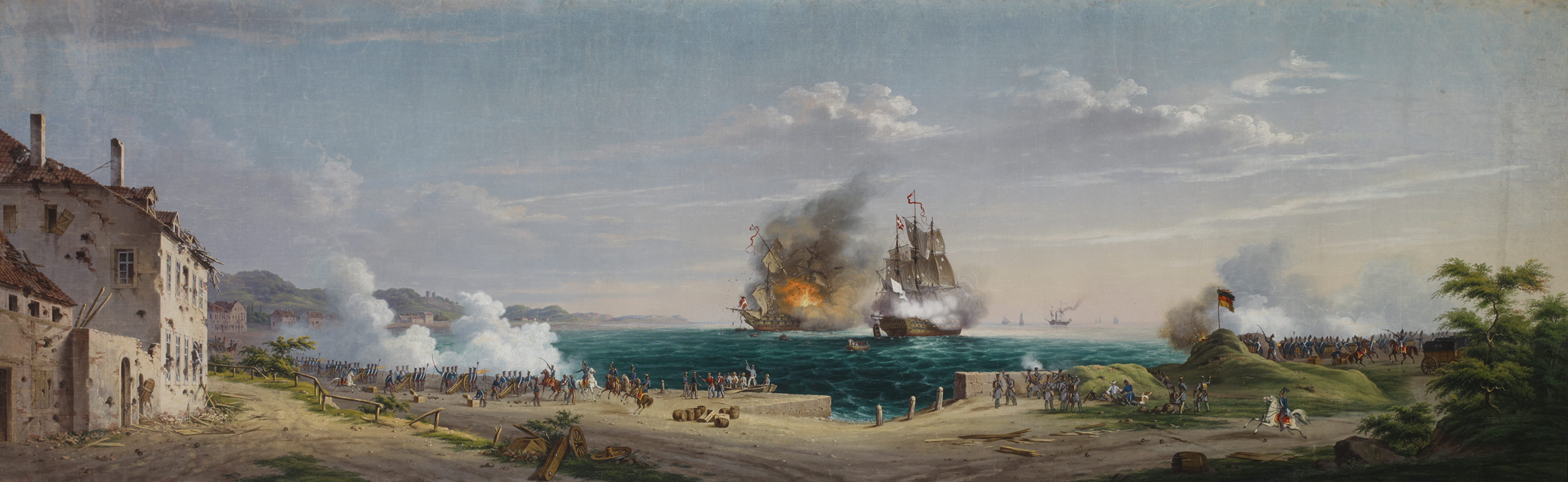
Anton Nissen: Das Seegefecht von Eckernförde

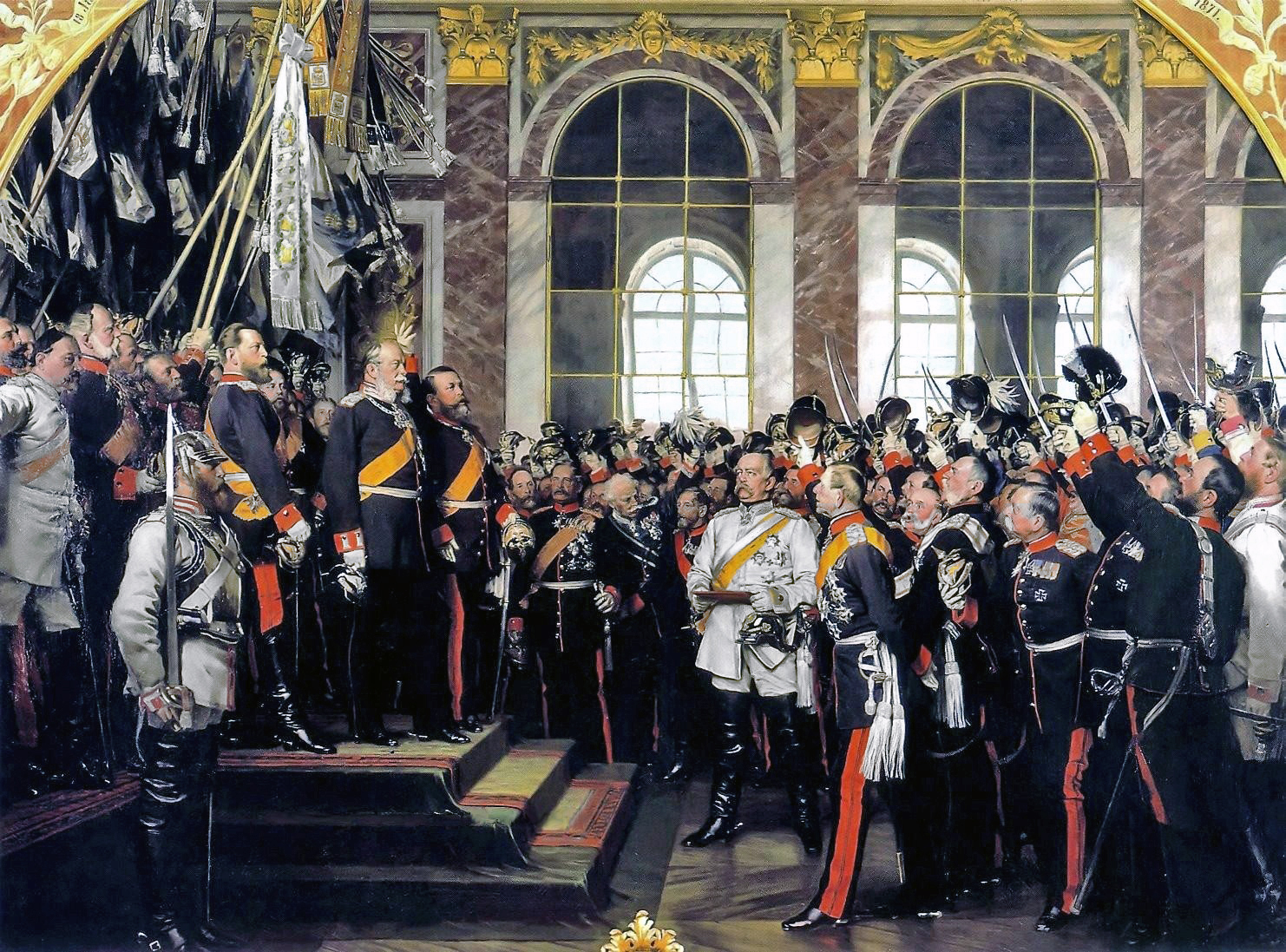
Die Proklamierung des deutschen Kaiserreiches (18. Januar 1871), Ölgemälde von Anton von Werner, 1885. Auf dem Podest ganz links in weißer Uniform Herzog Ernst II.

Herzog Ernst II. auf Vereinstaler von 1862

Am 29. Januar 1844 übernahm er als Ernst II. nach dem Tod seines Vaters, Herzog Ernst I., die Herrschaft über das Doppelherzogtum Sachsen-Coburg und Gotha.
In Deutschland wurde er vor allem 1849 nach dem Sieg der deutschen Bundestruppen gegen Dänemark beim Gefecht bei Eckernförde bekannt, an dem er als ranghöchster Kommandant teilnahm. Der Erfolg machte Herzog Ernst als „Sieger von Eckernförde“ zum Nationalhelden. In Anerkennung seiner Verdienste wurde er am 6. Juli 1849 mit dem Kommandeurkreuz I. Klasse des Militär-St.-Heinrichs-Ordens beliehen.
Die Herrschaft Ernsts II. war anfangs durch eine Politik, welche die Interessen des liberalen Bürgertums vertrat, gekennzeichnet. So wurden wesentliche Teile der Grundrechte aus der Verfassung der Frankfurter Nationalversammlung, darunter auch die volle Vereins- und Versammlungsfreiheit, in das gemeinschaftliche Grundgesetz der beiden Herzogtümer 1852 übernommen. Auch das allgemeine Männerwahlrecht wie im Frankfurter Reichswahlgesetz wurde darin bestätigt und bis 1918 beibehalten (allerdings mit indirekter Wahl). Ernst II. strebte als Förderer der deutschen liberalen Nationalbewegung die Erneuerung und Einigung des deutschen Volkes an. Er legte im Jahr 1855 einen Plan zur Reform des Deutschen Bundes vor.
Aufgrund seiner weitreichenden internationalen Beziehungen zu den Herrschaftshäusern in Europa profilierte er sich in Opposition zur Politik Otto von Bismarcks, war aber trotzdem im Deutschen Krieg von 1866 Bundesgenosse Preußens. Das Herzoglich Sachsen-Coburg-Gothaische Infanterieregiment war an der Schlacht bei Langensalza beteiligt und erlitt hierbei schwere Verluste. Als Kriegsentschädigung erhielt Ernst statt der erhofften territorialen Erwerbungen, insbesondere bayerischer Gebiete, 8800 Hektar ehemals hessische Staatswaldungen sowie preußische Flächen ohne Hoheitsrechte zwischen Oberschönau und Schmalkalden.
Seine intensiven Bemühungen um eine bundesstaatliche Einheit der deutschen Länder unter preußischer Führung trugen ihm den Respekt König Wilhelms I. ein. Unmittelbar vor der Annahme des Kaisertitels im Spiegelsaal von Versailles zollte er Ernst II. vor allen anderen deutschen Fürsten öffentlich Anerkennung: „Ich vergesse nicht, daß ich die Hauptsache des heutigen Tages Deinen Bestrebungen mit zu danken habe.“ Ein Hinweis auf die Wertschätzung von Ernsts Beitrag zur Einheit des Reiches findet sich auch in Anton von Werners bekanntem Gemälde Die Proklamierung des deutschen Kaiserreiches (18. Januar 1871): Ernst II. steht mit auf dem Podest, auf dem sich der neu proklamierte Kaiser von den deutschen Fürsten bejubeln lässt.
Ernst II. wurde auf dem Coburger Friedhof am Glockenberg im Herzoglichen Mausoleum beigesetzt, das er 1853 bis 1858 als Grabstätte für die Mitglieder des Fürstenhauses hatte erbauen lassen. Kaiser Wilhelm II. war bei der Beisetzung persönlich anwesend und kniete weinend am Sarg seines Großonkels.

## Künstlerisches und kulturelles Wirken
Ernst hatte sehr früh eine umfangreiche Ausbildung im Klavierspiel und in musikalischer Theorie erhalten, die er später bei Heinrich Carl Breidenstein in Bonn und Carl Gottlieb Reißiger in Dresden fortsetzte. 1846 komponierte er auf Anregung von Franz Liszt die Oper „Zaire“ nach der gleichnamigen Tragödie von Voltaire. Es folgten 1848 „Tony oder Die Vergeltung“, 1851 „Casilda“ und 1852 bis 1854 mit der Oper „Santa Chiara“ sein erfolgreichstes und ambitioniertestes Werk. Die Uraufführung fand am 2. April 1854 unter der Leitung von Franz Liszt am Herzoglichen Hoftheater in Gotha statt und wurde in den folgenden Jahren an anderen großen Bühnen Deutschlands und des benachbarten Auslands aufgeführt. Im Februar 2022 kam es zu einer Wiederaufführung am Staatstheater Meiningen.
Unter Ernsts Protektorat wurden im Juli 1860 in Coburg das Erste Deutsche Turn- und Jugendfest veranstaltet, womit er die Ausbreitung der bislang von Regierungsseite unterdrückten Turnbewegung ermöglichte, sowie im September die Erste Generalversammlung des unter seiner geistigen Gönnerschaft 1859 gegründeten Deutschen Nationalvereins. 1861 wurden in Gotha das 1. Deutsche Schützenfest durchgeführt und der Deutsche Schützenbund gegründet sowie 1862 in Coburg der Deutsche Sängerbund. Dem Deutschen Sängerfest gab er 1860 Raum zur freien Entfaltung. Sein Engagement bei der Ermöglichung großer Veranstaltungen der Gesang-, Turn- und Schützenvereine trug ihm den Spottnamen „Turner- und Schützenkönig“ ein.
Ernst war Freund und Gönner des damals bekanntesten deutschen Schriftstellers Gustav Freytag sowie des „Walzerkönigs“ Johann Strauss. Zudem war er näher bekannt mit dem Reiseschriftsteller Friedrich Gerstäcker und dem Zoologen Alfred Brehm. Unter anderem mit den beiden letzteren unternahm er von Februar bis Mai 1862 eine Afrikareise, deren Erfahrungen er in seinem Buch Reise des Herzogs Ernst von Sachsen-Coburg-Gotha nach Aegypten und den Ländern der Habab, Mensa und Bogos beschreibt.
Ernst erweiterte die Kunstsammlungen auf der Veste Coburg und auf Schloss Friedenstein erheblich, ließ in Gotha von 1864 bis 1879 das Herzogliche Museum erbauen und war auch als Regisseur und Schauspieler aktiv.
Im Jahr 1857 wurde Ernst II. zum Mitglied der Gelehrtenakademie Leopoldina gewählt.

## Ehrungen

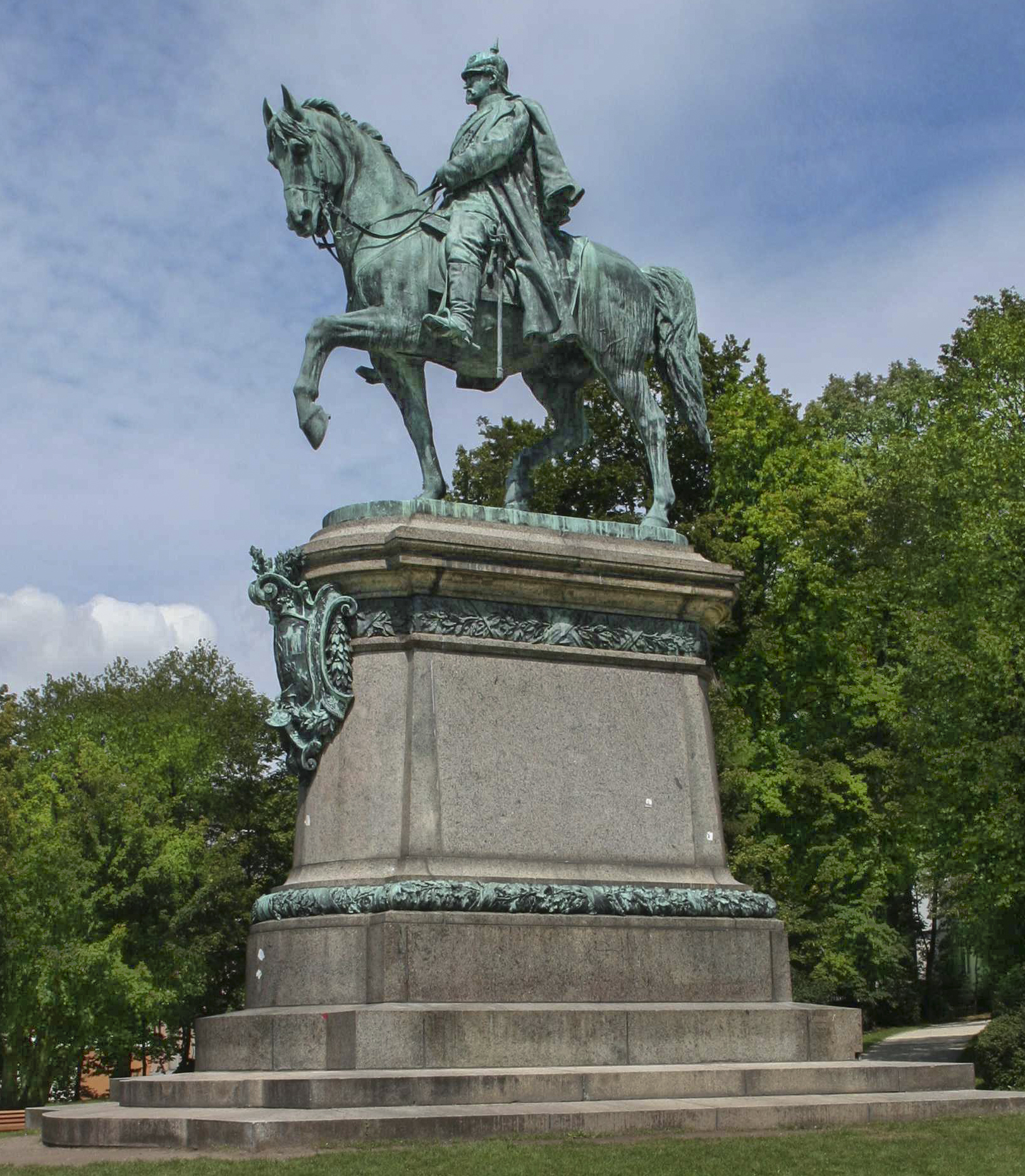
Reiterdenkmal Ernsts II. in Coburg

Ernst war seit 1. Mai 1850 Chef des 7. Kürassier-Regiments und seit 16. August 1876 des 6. Thüringischen Infanterie-Regiments Nr. 95 der Preußischen Armee.
Die Freimaurerloge Ernst zum Kompass in Gotha feierte am 16. Mai 1856 ihr 50. und am 30. Januar 1881 ihr 75. Jubiläum, letzteres im Herzoglichen Residenzschloss zu Gotha, unter dem Vorsitz des Herzogs Ernst II. Auf seine Initiative baute die Loge ihr Logenhaus, das am 3. September 1882 feierlich eingeweiht wurde.
Ernst II. ist Namensgeber u. a. des Gymnasiums Ernestinum Coburg und der 1888 als Herzog-Ernst-Seminar gegründeten heutigen Herzog-Ernst-Schule in Gotha.
In Coburg erinnert seit 1899 das vom Bildhauer Gustav Eberlein geschaffene Reiterdenkmal im Hofgarten an den Herzog.
In Gotha steht die leicht überlebensgroße Bronzeskulptur Ernsts II. im Oktogon des Herzoglichen Museums Gotha, dessen Bauherr er war. Die Plastik ist ein Entwurf des aus Gotha stammenden Bildhauers Christian Behrens (1852–1905) und zeigt den Herzog in der Kleidung eines Ritters des Hosenbandordens mit Schärpe und weitem, wallenden Mantel. Das Denkmal wurde am 21. Juni 1883 anlässlich seines 65. Geburtstages eingeweiht, nach 1945 jedoch aus dem Oktogon entfernt. Erst 1988 wurde die über Jahrzehnte in einer Abstellkammer des Museums vergessene Skulptur wiederentdeckt (der Sockel ist verschollen) und am ursprünglichen Platz aufgestellt.
In Oberhof steht ein Denkmal für den Herzog am Kurpark, das 1903 der Besitzer des Hotels Schweizerhof Fritz Fleischer spendete. Die auf einem großen Naturstein hinter in Bronze gefertigter lebensgroßer Hirschkuh mit Kalb angebrachte ebenfalls bronzene Plakatte zeigt das seitliche Porträt Ernsts II. mit Homburger. Nach 1945 bis 1997 ersetzte das Oberhofer Wappen das Relief.

## Familie und Nachkommen
Da Ernsts Ehe mit Prinzessin Alexandrine von Baden kinderlos blieb, wurde sein Neffe Alfred, der zweitgeborene Sohn seines Bruders Prinz Albert und Königin Victorias, sein Nachfolger als Herzog von Sachsen-Coburg und Gotha.
Eine nichteheliche Tochter, Helene von Sternheim (1839–1900, Mutter des Admirals Ludwig von Reuter), hatte er mit einem Fräulein Steinpflug und den nichtehelichen Sohn Karl Raymond von Ketschendorf (1848–1899) mit der französischen Opernsängerin Victorine Noël, bekannt als Rosine Stoltz (1815–1903), sowie den nichtehelichen Sohn Kamillo Graf Razumovsky von Wigstein (1852–1917) mit Rosa Freiin von Löwenstern (1814–1889). Eine zweite nichteheliche Tochter, Bertha Luise Secretan (* 1841), war in zweiter Ehe mit Gustav von Padberg verheiratet. Im Jahr 1879 wurde dieser zum Schlosshauptmann in Gotha ernannt. Am 14. Juni 1882 erhob ihn der preußische König in den Adelsstand..Bereits 1883 folgte die Berufung zum Schlosshauptmann in Coburg. Dort übernahm er zunächst kommissarisch das Amt des Hofmarschalls, das er später regulär ausübte. Die beiden Kinder aus Berthas erster Ehe wurden anerkannt.